# Donna Ferrato
Donna Ferrato, née en 1949, est une photojournaliste et une militante américaine, connue pour sa couverture de la violence conjugale et la documentation du quartier de New York de Tribeca. En 1985 elle est lauréate du prix W. Eugene Smith.

## Biographie
Donna Ferrato naît en 1949, à Waltham, dans le Massachusetts, et grandit à Lorain, dans l'Ohio. Elle fait des études à Shaker Heights et Boston jusqu'à la fin des années 1960. Durant la décennie suivante, elle a plusieurs petits amis, effectue des boulots assez divers, voyage aux États-Unis et en Europe, commence à faire de la photo, et étudie la photographie à l'Art Institute de Californie à San Francisco, où elle suit aussi les cours du sociologue Howard Becker.
En 1979, Ferrato s'installe à New York, et commence à photographier dans les clubs de sexe et les boîtes de nuit, documentant la culture grisante de ces boîtes de nuit de la fin des années 1970, l'échangisme et d'autres pratiques qui semblent à l'époque sexuellement libérées. Un ouvrage publié bien plus tard, en 2005, montre une partie de ce travail, Love and Lust. Elle se voit proposer un contrat, par un périodique, pour photographier un couple échangiste qui soit représentatif de cette vie qui semble a priori glamour. Elle demande à un des couples qu'elle a rencontré, Garth et Lisa, de pouvoir s'immerger dans leur vie et s'installer quelque temps dans leur résidence pour réaliser ce reportage, ce qu'ils acceptent. Mais elle commence à réaliser que l'homme, Garth, avait en privé une autre facette, « et une nuit, j'ai été témoin d'une scène horrible : Garth a attaqué Lisa et l'a battue sans pitié alors qu'elle se recroquevillait dans la salle de bain principale. Cette nuit m'a changé à jamais, et a également modifié l'orientation de mon travail pour les dix années suivantes... J'étais maintenant poussé à révéler les choses indicibles qui se passaient derrière des portes fermées ». Elle a tenté sans succès d'arrêter les violences exercées par Garth puis a pris des clichés, saisissants et restés notoires,,,,.
Elle consacre la suite des années 1980 à photographier les femmes et les enfants maltraités, en montant dans les voitures de police, en dormant dans les refuges et en restant dans les maisons des femmes battues, etc. . Elle cherche également à sensibiliser des personnalités politiques sur le sujet. En 1991, elle publie sur le sujet des violences conjugales le recueil Living With the Enemy. Elle reçoit plusieurs prix, dont le Prix W. Eugene Smith en 1985, pour ses reportages qui rendent visibles  ces violences domestiques qui l'étaient peu. Parallèlement à son travail sur la violence domestique et à ses multiples engagements contre cette violence, Donna Ferrato continue de photographier les formes d'expérimentation sexuelle. Elle photographie également les évolutions de son quartier, Tribeca, dans New York.
Pendant plusieurs années, elle vit avec le photojournaliste gallois Philip Jones Griffiths, mort d'un cancer en 2008. Et elle a publié en 2021, un nouvel ouvrage, Holy, faisant la synthèse d'un demi-siècle de sa lutte pour dénoncer les violences domestiques,.